# 遊戲障礙
遊戲障礙（英語：Gaming disorder）指是一種持續性或反復出現的遊戲模式，無法控制玩電子遊戲的衝動，而這種行為模式的優先順序已經高於其他興趣和活動，而不考慮負面後果。患者長時間沉迷於網絡遊戲，被迫停止使用網絡就會產生嚴重的戒斷反應；心理方面，表現為在情感上，認知方面有偏差，因長期過度上網而對現實生活中產生嚴重的不適應感、悲觀、抑鬱、社交恐懼、容易緊張，各國的盛行率約為0.5%至15%，多數患者為現實受挫或與親屬關係疏遠的人。

## 確診標準
當符合以下症狀，便會確診遊戲障礙：
- 持續、重複的玩遊戲（不限於網絡遊戲及電視遊戲）；
- 無法控制玩遊戲的頻率、強度、時間長度等；
- 將玩遊戲優先一切，置於其他生活興趣、日常活動之上；
- 即使已經產生負面的後果，仍然持續或增加遊戲的時間；
- 上述行為已經構成對個人、家庭、社會、教育和職業等各方面顯著的負面影響；
- 以上症狀持續至少一年便能確診，但如果症狀較嚴重，持續時間的要求也可縮短。